# Liste der Kulturdenkmale in Hummelshain
Die Liste der Kulturdenkmale in Hummelshain umfasst die als Einzeldenkmale, Bodendenkmale und Denkmalensembles erfassten Kulturdenkmale auf dem Gebiet der Gemeinde Hummelshain im thüringischen Saale-Holzland-Kreis (Stand: Februar 2020). Die Angaben in der Liste ersetzen nicht die rechtsverbindliche Auskunft der zuständigen Denkmalschutzbehörde.

## Legende
- Bild: zeigt ein Bild des Kulturdenkmals und gegebenenfalls einen Link zu weiteren Fotos des Kulturdenkmals im Medienarchiv Wikimedia Commons
- Bezeichnung: Name, Bezeichnung oder die Art des Kulturdenkmals
- Lage: Wenn vorhanden Straßenname und Hausnummer des Kulturdenkmals; Grundsortierung der Liste erfolgt nach dieser Adresse. Der Link Karte führt zu verschiedenen Kartendarstellungen und nennt die Koordinaten des Kulturdenkmals.
 Kartenansicht, um Koordinaten zu setzen – in dieser Kartenansicht sind Kulturdenkmale ohne Koordinaten mit einem roten bzw. orangen Marker dargestellt und können in der Karte gesetzt werden. Kulturdenkmale ohne Bild sind mit einem blauen bzw. roten Marker gekennzeichnet, Kulturdenkmale mit Bild mit einem grünen bzw. orangen Marker.
- Datierung: gibt das Jahr der Fertigstellung beziehungsweise das Datum der Erstnennung oder den Zeitraum der Errichtung an
- Beschreibung: bauliche und geschichtliche Einzelheiten des Kulturdenkmals, vorzugsweise die Denkmaleigenschaften
- ID: Die ID identifiziert das Kulturdenkmal eindeutig. In Thüringen sind aktuell keine IDs veröffentlicht. In der ID-Spalte kann sich auch folgendes Icon  befinden, dies führt zu Angaben zu diesem Kulturdenkmal bei Wikidata.

## Kulturdenkmale nach Ortsteilen

### Hummelshain
| Bild                           | Bezeichnung                                                                                   | Lage                                                                                         | Datierung | Beschreibung | ID |
| ------------------------------ | --------------------------------------------------------------------------------------------- | -------------------------------------------------------------------------------------------- | --------- | --- | -- |
| Fotos hochladen                | Altes und Neues Schloss mit Nebengebäuden und Park einschließlich Ausstattung und Einfriedung | Am Alten Schloss 2, 3, 4, 5, 9, 11; Am Neuen Schloss 1, 2, 3; Trockenborner Straße 9 (Karte) |           | |    |
| weitere Bilder Fotos hochladen | Kirche St. Johannes der Täufer mit Ausstattung, Kirchhof, Einfriedung                         | Am Alten Schloss 1 (Karte)                                                                   | 1894      | |    |
| BW                             | Gedenkstein Ernst I. von Sachsen-Altenburg                                                    | Am Alten Schloss 1 (Karte)                                                                   |           | |    |
| Fotos hochladen                | Herzogliches Jagdhaus (Siebshaus, Sippachshaus)                                               | (Karte)                                                                                      |           | |    |
| BW                             | Wasserhebeanlage                                                                              | Im Kahlaischen Ratsholz (Karte)                                                              |           | Hebeanlage am Leubenbach, Pumpenhaus im Kahlaischen Ratsholz, ca. 100 m südlich vom Grundstück "Im Leubengrund 2" |    |
| BW                             | Pfarrhof                                                                                      | Kahlaer Straße 6 (Karte)                                                                     |           | |    |
| BW                             | Scheune                                                                                       | Kahlaer Straße 9 (Karte)                                                                     |           | |    |
| BW                             | Gutshof: ehemaliges Hauptgebäude mit Anbau, Wirtschaftsgebäude mit Keller, Hof und Grundstück | Kahlaer Straße 21 (Karte)                                                                    |           | |    |
| BW                             | ehemaliger Marstall                                                                           | Trockenborner Straße 6 (ehemals Dorfstraße 31) (Karte)                                       |           | |    |
| BW                             | Forsthaus mit Innenausstattung, Nebengebäuden, Hofraum                                        | Zum alten Forsthaus 26 (ehemals Nr. 81) (Karte)                                              |           | |    |
| BW                             | ehemaliges Hofgärtnerhaus                                                                     | Trockenborner Straße 8 (Karte)                                                               |           | |    |
| BW                             | „Alte Kirche“, Turmhügel mit Ringwallrest                                                     | südlich des Ortes, im Hochwald (Karte)                                                       |           | Bodendenkmal |    |

### Schmölln
| Bild                           | Bezeichnung                                                    | Lage             | Datierung | Beschreibung | ID |
| ------------------------------ | -------------------------------------------------------------- | ---------------- | --------- | ------------ | -- |
| weitere Bilder Fotos hochladen | Kirche mit Ausstattung, Kirchhof und Pflasterung um die Kirche | Schmölln (Karte) |           |              |    |